# Зильбертс, Завл
Завл Зильбертс (англ. Zavel Zilberts 7 ноября 1881, Карлин, Минской губернии — 25 апреля 1949, Нью-Йорк) — еврейский дирижёр, композитор, аранжировщик.

## Биография
Родился в семье кантора Боруха-Гершона Зильбертса и Фанни Эйзенберг. В возрасте девяти лет начал петь в хоре отца. Будучи ребёнком, учился игре на скрипке. Окончил в 1903 Варшавскую консерваторию, где учился игре на фортепьяно и музыкальной композиции.
В 1903—1906 гг. был дирижёром еврейского ансамбля «Ха-Замир» в Лодзи, одновременно преподавал вокал на музыкальных курсах Антония Грудзиньского. В 1908—1914 гг. дирижёр хора Московской синагоги. В 1914 г. вернулся в Лодзь, руководил еврейским ансамблем «Ха-Замир» в Лодзи. Находясь на этом посту, расширил традиционный репертуар хора, включая оратории Й.Гайдна и Ф.Мендельсона.
В 1920 г. эмигрировал в США. Основал еврейский ансамбль в Ньюарке. В 1925 г. организовал и возглавил Хоровое общество Зильбертса в Нью-Йорке, а в 1930 г. — Хоровое общество Зильбертса в Ньюарке. Возглавляемые Зильбертсом хоры выступали в самых престижных залах Нью-Йорка: Карнеги-холле и Таун-холле.
Автор литургической музыки, еврейских песен, аранжировщик еврейских народных мелодий. Наиболее значимыми считаются написанная в 1934 кантата «Сон Иакова» и изданный в 1943 сборник «Синагогальная музыка».